# Supercoppa svizzera 2019 (pallavolo maschile)
La Supercoppa svizzera 2019 si è svolta il 5 ottobre 2019: al torneo hanno partecipato due squadre di club svizzere e la vittoria finale è andata per la quarta volta all'Amriswil.

## Regolamento
Le squadre hanno disputato una gara unica.

## Squadre partecipanti
| Squadra    | Qualificazione                       | Ultima partecipazione    |
| ---------- | ------------------------------------ | ------------------------ |
| Losanna UC | Vincitrice Lega Nazionale A 2018-19  | Supercoppa svizzera 2018 |
| Amriswil   | Vincitrice Coppa di Svizzera 2018-19 | Supercoppa svizzera 2018 |

## Torneo
| 5 ottobre 2019 Arena Mobilière, Muri bei Bern Durata: ? - Spettatori: 1 040 | Amriswil | 3 - 2 | Losanna UC | 19-25, 20-25, 25-18, 26-24, 15-12 |